# صخره‌ماهی دم‌زرد
صخره‌ماهی دم‌زرد (نام علمی: Sebastes flavidus) نام یک گونه از سرده صخره‌ماهی است.